# Raceplay
| Raceplay (Race play) |
| --- |
| - Betydelse – sexuell fetisch och kink baserad på objektifiering utifrån rastillhörighet eller etniskt ursprung - Relaterad till – BDSM - Varianter – Ägare/slav, Undergiven asiatisk, Rasmässig förnedring, Nazi-BDSM, Big Black Cock, Rasmässig femdom |

Raceplay eller race play (engelska för 'raslek') är en sexuell fetisch och kink baserad på objektifiering utifrån någons rastillhörighet eller etniska ursprung. Det är en form av BDSM där man leker och skapar sexuell lust utifrån olika maktskillnader mellan deltagarna. Praktiken är kontroversiell och ses ibland som ett medel för att förstärka stereotyper och ojämlikhet mellan människor och grupper av människor. Det kan också ses som en avancerad form av psykologisk lek.

## Funktion och varianter
Sexuella lekar med olika roller (sexuella rollspel) är en kontroversiell del av människors sexualitet. I leken antar eller överdriver man en roll som man vill ikläda sig, alternativt förstärker en identitet som man redan är bekant med. Sigmund Freud och andra psykologer har spekulerat kring intresset för BDSM som en bearbetning av barndomstrauman. Numera säger vissa att praktiken mer är att likna en "psykologisk teater" där man lämnar sitt vanliga liv och vardagsansvar för en lek, alternativt att BDSM förändrar kemin i kroppen eller ger en andlig kontakt.
I fallet raceplay utgår man från den etniska identitet som en person redan har och leker med den i ett maktspel som är del av den sexuella leken. Den här leken får lätt en maktdimension genom att deltagarna påminns om historiska exempel av ojämlikhet mellan olika folkgrupper, inklusive som slav och slavägare. Ofta inkluderar leken färgade personer som agerar "slav" eller judar som syns i rollen som "fånge".
I sexuella lekar av typen raceplay är det vanligt att denna maktdynamik förstärks genom accessoarer och rekvisita som "BDSM-halsband", halsjärn, kedjor och olika bojor. Maktleken kan ibland få formen av erotisk förnedring genom ett starkt fokus på maktskillnader och förödmjukande behandling. Syftet med leken är inte alltid penetrativt samlag, men det sexuellt upphetsande i leken kan ibland förstärkas via ett starkt och nedsättande språkbruk med tillmälen som utanför lekens ram kan kännas som starkt rasistiska. Morgan Oddie (Queen's University) menar att de rasmässiga komponenterna annars generellt tagits bort inom modern BDSM-kultur, som ett sätt att undvika obekväma kulturella frågeställningar.
Raceplay kan kombineras med våldtäktslekar, där det avancerade rollspelet med makt/vanmakt även inkluderar en rasmässig komponent.

### Varianter
Utövad raceplay samlas ofta kring olika stilar och uttryckssätt. Dessa inkluderar:
- Ägare och slav – ett vanligt exempel på dominans/underkastelse inom BDSM
- Undergiven asiatisk raceplay – utgår från och experimenterar med stereotyper kring undergivna men sexuellt aktiva asiatiska kvinnor
- Rasmässig förnedring – objektifiering av och dominans över en person via olika verktyg, accessoarer eller annan rekvisita
- Nazi-BDSM – där antingen "nazisten" har makten eller blir föremål för hämnd från en "jude", "homosexuell" eller "rom".
- Big Black Cock (BBC[8]) – fetischiserar stereotypen kring afrikanska mäns stora penisar; även en trop och genre inom pornografisk film
- Rasmässig femdom – en sorts kvinnlig dominans och manlig underkastelse där etniska skillnader är del av maktdynamiken

## Utbredning

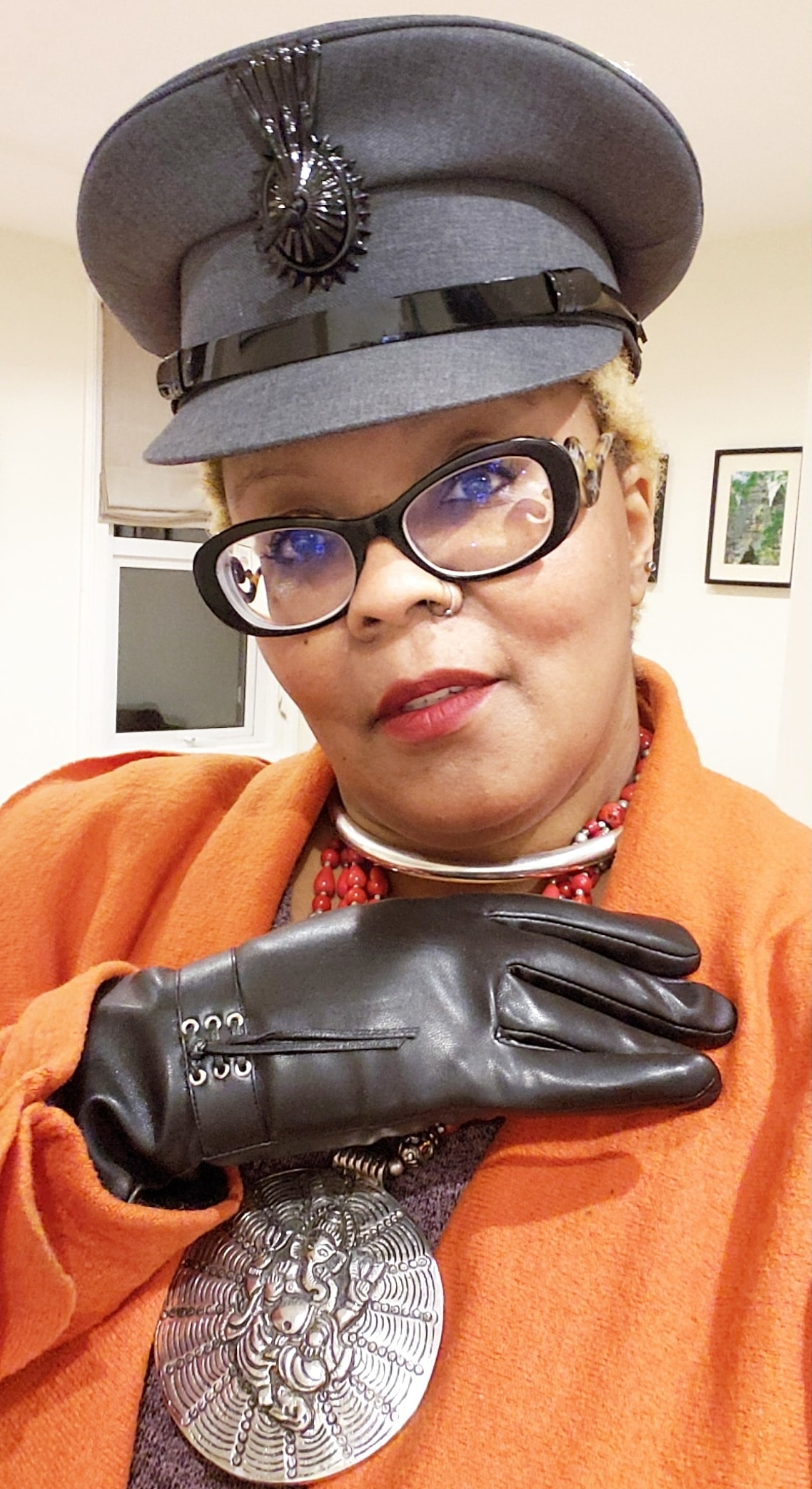
Mollena Williams-Haas, känd raceplay-utövare.

Bland kända utövare av raceplay finns den amerikanska författaren och sexualupplysaren Mollena Williams-Haas och hennes make Georg Friedrich Haas. Williams-Haas betraktar leken som på ett sätt oundviklig och lättillgänglig, när man som hon lever i en "rasifierad" kropp.
En stor del av den pornografiska filmbranschen använder sig av stereotyper kring etniska identiteter och roller som del av dramaturgin. Begreppet interracial syftar där ofta på stereotyper som objektifierar afroamerikanska män för deras påstådda sexuella kraft och potentiella våldskapital; begreppet används inte för scener med vita män och svarta kvinnor. Fenomenet anspelar också på den könsåtskiljande kulturella åsikten att "fina vita flickor" bör hålla sig ifrån "våldsamma svarta män", känslor som kan användas för att förstärka intensiteten i rasblandade rollspel. Det relaterade BBC-begreppet kan för svarta män upplevas som en bekräftelse av deras manlighet och inte bara som en objektifierande benämning.
Inom pornografisk film har flera produktionsbolag med BDSM- eller våldspornografi-relaterade produktioner lagt fokus på raceplay. Ett av de mest kontroversiella av dessa är D&E Media, ett New Jersey-baserat bolag som sedan mitten av 00-talet producerat våldspornografiska scener där erotisk förnedring av olika slag står i fokus. Filmerna, där maktdynamiken i princip uteslutande innehåller dominanta män och dominerade kvinnor, har samlats i mångåriga filmserier som Ghetto Gaggers (med vita män och svarta kvinnor), Black Payback (svarta män och vita kvinnor), Latina Abuse (med vita män och latinamerikanska kvinnor) och Radical Jizzlam (vita män och muslimska, i regel beslöjade kvinnor). Bolaget anses ofta utsätta de kvinnliga deltagarna för riskfyllda arbetsvillkor (inklusive emotofili) alternativt framtvingade handlingar.

## Betydelse och kritik
Kritik mot raceplay relateras ofta till den allmänna kritiken mot rasmässiga preferenser som blir föremål för fetischisering. Bland afroamerikaner i USA ses fenomenet raceplay ibland som ett tecken på internaliserad rasism.
Även inom BDSM-kulturen betraktas raceplay ofta som en extrem praktik som endast vissa vill ägna sig åt, utöver att många inom BDSM-kulturen är kritiska emot hur BDSM-handlingar rent generellt presenteras inom pornografin. Därför blir raceplay även inom BDSM-kretsar drabbad av (själv)censur och hård kritik. Handlingarnas dramaturgiska koppling till slaveri, och de olika problemen med rasism i bland annat USA, gör att många inom och utom BDSM-kretsar undviker dessa avancerade sexuella uttryck. Inom den allmänna moderna kulturen är aktiviteter som påminner om rasism ett starkt tabu, och sexuella uttryck med maktskillnader anses av vissa förstärka stereotyper och verklig ojämlikhet mellan människor.